# Hans Panecke
Johannes „Hans“ Panecke (* 4. Juli 1892 in Schnarsleben; † nach 1941) war ein deutscher Politiker (NSDAP).

## Leben
Panecke nahm als Soldat am Ersten Weltkrieg teil. Er wurde im März 1916 zum Leutnant befördert, während des Krieges zweimal verwundet und mit dem Eisernen Kreuz I. und II. Klasse ausgezeichnet. Nach dem Kriegsende war er als Steuerinspektor in Oschersleben tätig. Zum 1. Oktober 1929 trat er der NSDAP bei (Mitgliedsnummer 157.723), für die er von 1932 bis zur Auflösung des Parlaments im Oktober 1933 Mitglied des Preußischen Landtags war. Von 1937 bis 1941 war er Kreisleiter der NSDAP in Oschersleben.